# Lehmeyun
Lehmeyun (en árabe: لحم بعجين) é uma comida arménia que consiste em uma massa redonda e fina de massa coberta com carne picada (mais comumente carne bovina ou cordeiro), legumes picados e ervas, incluindo cebola, tomate e salsa e especiarias como pimenta caiena, paprika, cominho e canela.

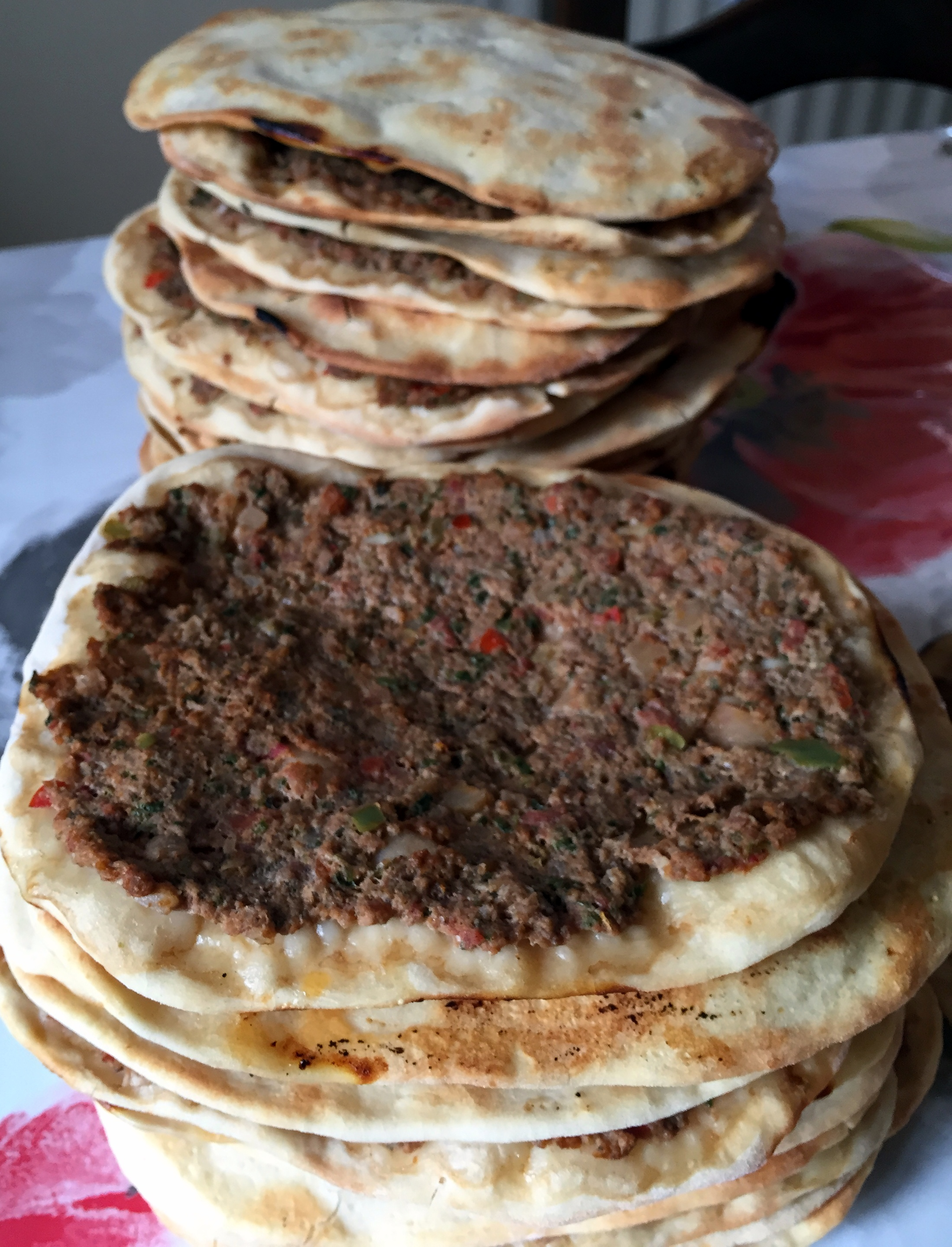
Lehmeyun armênio

É um prato freqüentemente servido com ayran ou suco de nabo (şalgam) e envolto em vegetais, incluindo picles, tomates, pimentões, cebolas, alface e berinjelas assadas. Dependendo da área o lehmeyún pode ser picante ou mais suave.
Além do Lehmeyun, a esfirra, Manakish e Musakhan são outros pratos com carne, Za'atar e Jibneh Arabieh sobre a massa, originados no Levante. A gastronomia armênia e a árabe se confundem, pois foram quase 250 anos de presença deste povo na antiga Armênia, no entanto, a forma e o tempero empregados na culinária armênia os tornam outra comida totalmente diferente.
O Lehmeyun é um prato popular na Armênia, Turquia, Líbano, Síria, e em comunidades armênias e turcas em todo o mundo. O prato, às vezes conhecido como pizza armênia, 
tem existido há milhares de anos, mas tornou-se muito mais popular nas últimas décadas. Devido à natureza hostil das relações entre a Armênia e a Turquia, a abertura de restaurantes que servem comida armênia na Rússia provocou protestos.
Depois da 1ª guerra mundial, durante o genocídio armênio, os armênios foram perseguidos pelos otomanos e uma grande quantidade emigrou para a América do Sul, principalmente para o Uruguai. Assim, acabaram se instalando em Montevidéu e o Lehmeyun passou a ser uma comida típica da capital uruguaia.

## Nome
Lehmeyun, (em inglês: Lahmajoun) é derivado do árabe: لحم بعجين (laḥm bi-'ajīn) que significa carne com massa. Armênio: լահմաջու lahmaǰu ou լահմաջո lahmaǰo; Turco: lahmacun do árabe: لحم عجين, laḥm'ajīn, abreviação de árabe: لحم بعجين, laḥm bi-'ajīn.